# Sinagoga Scola Grande Tedesca
La sinagoga Scuola Grande Tedesca, o Scola Grande Tedesca, es el lugar de culto judío más antiguo de Venecia.

## Historia

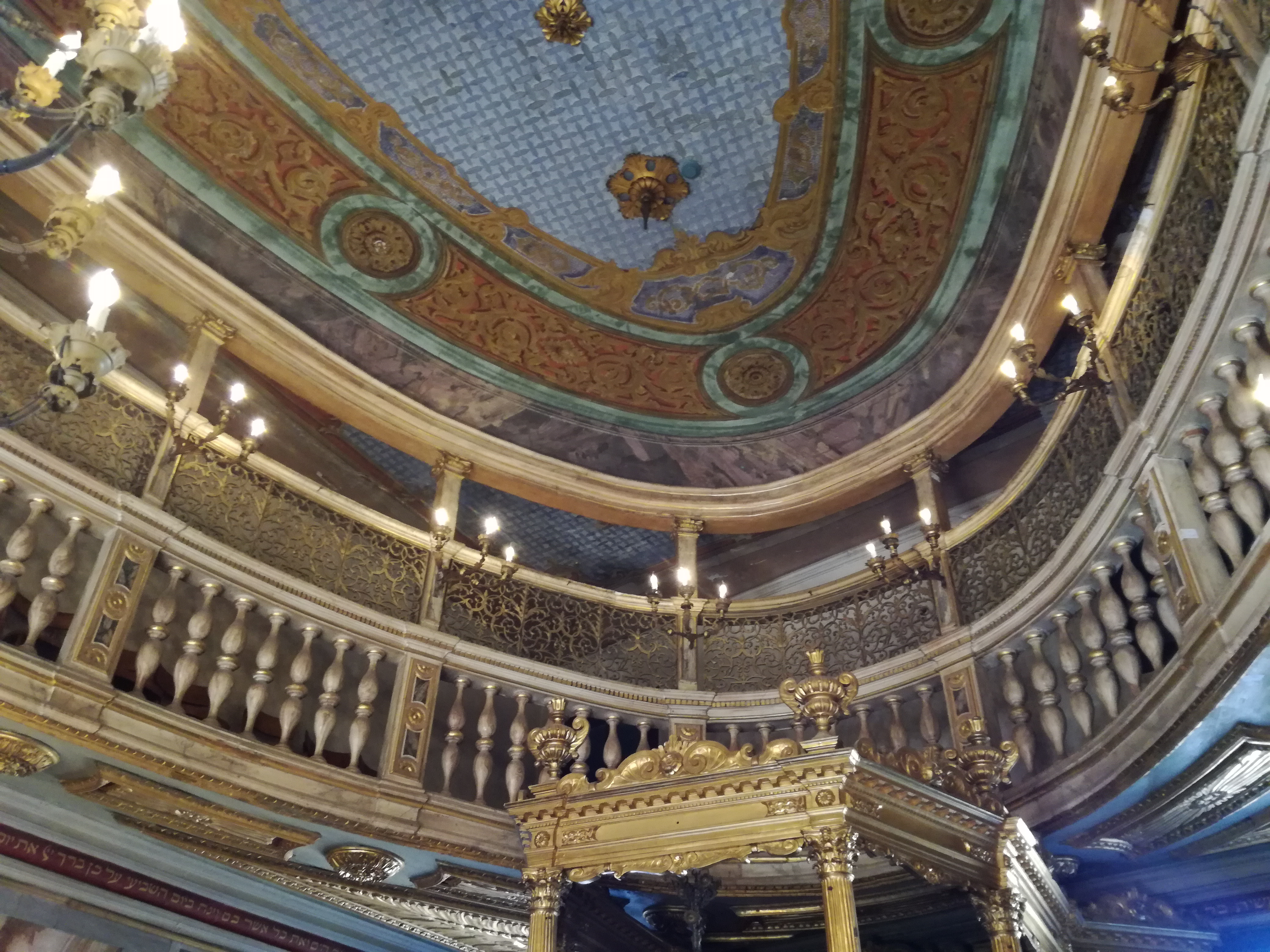
Matroneo.

La sinagoga fue la primera de Venecia, fundada entre 1528 y 1529, y a lo largo de los siglos sufrió importantes cambios estructurales, especialmente en el siglo XVIII.

## Descripción
Esta y las otras sinagogas caracterizan el gueto veneciano, pero su presencia es discreta porque apenas son reconocibles desde el exterior, mezclándose con los demás edificios. Solo entrando muestran la riqueza de cuanto conservan.
La Scola se encuentra en el distrito de Cannaregio, con vistas al Campo del Ghetto Novo, en Venecia .
La gran sala interior es asimétrica y tiene forma elíptica. Las paredes están recubiertas de madera y los bancos también son de madera. En las paredes hay varias inscripciones sagradas y en particular Los diez mandamientos, que se encuentran en el acceso al Arca. El púlpito se destaca en la sala.